# Гордеенко, Яков Николаевич
Я́ков Никола́евич Гордее́нко (26 октября 1851 — 29 марта 1922) — учёный в области железнодорожной сигнализации, централизации и блокировки.

## Биография
В 1869 году окончил немецкую гимназию при лютеранской церкви святой Анны в Санкт-Петербурге, в 1874 году — Институт инженеров путей сообщения, где остался для преподавательской и научной деятельности. Инженер путей сообщения. С 1878 также служил в техническом отделении Главного Общества Российских железных дорог. Со 2 апреля 1881 года Гордеенко — коллежский асессор. В 1882—1883 годах по его проекту был сооружён железнодорожный мост через реку Тверцу в Торжке. Создал первую в России систему централизации стрелочных переводов, осуществлённую на станции Саблино Николаевской железной дороги в 1885 году. Основоположник автоматики и телемеханики на железнодорожном транспорте, изобретатель первой отечественной централизации стрелок и сигналов. С 1886 года — экстраординарный профессор, с 1896 года — ординарный профессор, с 1901 года — заслуженный профессор Петербургского института инженеров путей сообщения. Деятельность в Институте совмещал со службой в техническом отделе Главного Общества российских железных дорог, занимаясь разработкой и внедрением в области сигнализации, централизации и блокировки.
Член комиссии Русского технического общества «По вопросу о железной дороге через всю Сибирь» (1889—1890).
В 1905 году вышел в отставку с чином действительного статского советника. Член Партии народной свободы, Союза инженеров, Академического союза. За участие в Союзе союзов арестовывался в 1905 году. В 1906 году создал, затем руководил работой завода «Электромеханика». В 1908 года — член Общества вспомоществования недостающим студентам института путей сообщения императора Александра I. В 1910 году — председатель учебного отдела Санкт-Петербургского общества народных университетов. С 1912 году — гласный Санкт-Петербургской городской думы. В 1912—1916 годах — член правления Российского горнопромышленного комиссионного общества.
Член Великого востока народов России.
В последние годы жизни работал в Техническом отделе Народного комиссариата путей сообщения в качестве эксперта.

## Труды
- Заметки о замыкающих аппаратах / [Я. Гордеенко]. — [Санкт-Петербург] : тип. М-ва пут. сообщ. (А. Бенке), [1888]. — 41 с., 1 л. черт.;
- Железные дороги : [Лекции] / [Проф. Я. Гордеенко]. — [Санкт-Петербург] : лит. А. Ф. Маркова, [1895?]. — 288 с., 18 л. черт. : черт.;
- Ответственность министров : Исключ. положения : [О нарушении конституц. законов] / Я. Н. Гордеенко. — Санкт-Петербург : тип. т-ва «Обществ. польза», 1907. — 32 с.;
- Курс железных дорог : По прогр., утв. г. министром пут. сообщ. 4 апр. 1888 г. для экзамена на звание техника пут. сообщ. / Я. Н. Гордеенко. — 2-е изд., пересм. и доп. — Санкт-Петербург : тип. Ю. Н. Эрлих, 1895. — 344 с. разд. паг., 20 л. черт.;
- Курс железных дорог : По программе, утв. г. министром пут. сообщ. 4 апр. 1888 г. для экзамена на звание техника пут. сообщ. / Я. Н. Гордеенко. — 4-е изд., пересмотр. и доп. — Санкт-Петербург : тип. Ю. Н. Эрлих, 1905. — 356 с., 41 л. ил. : черт.;
- Курс железных дорог : По прогр., утв. г. министром пут. сообщ. 4 апр. 1888 г. для экзамена на звание техника пут. сообщ. / Я. Н. Гордеенко. — Санкт-Петербург : тип. Ю. Н. Эрлих, 1889. — 16, 310 с., 18 л. черт. : черт.;
- Курс железных дорог : По прогр., утв. г. министром пут. сообщ. 4 апр. 1888 г. для экзамена на звание техника пут. сообщ. : С 21 л. черт. и 20 № прил. / Я. Н. Гордеенко. — 3-е изд., пересм. и доп. — Санкт-Петербург : тип. Ю. Н. Эрлих, 1898. — 20, [2], 352 с. : черт.;
- Виртуальная длина железных дорог / Проф. Я. Н. Гордеенко; Ин-т инж. пут. сообщ. имп. Александра I. — Санкт-Петербург : Студенч. б-ка, 1902. — 33 с. : черт.;
- Данные для составления проектов по железным дорогам / Проф. Я. Н. Гордеенко; Ин-т инж. пут. сообщ. имп. Александра I. — Санкт-Петербург : Студ[енч]. б-ка И.И.П.С., [1899]. — 15 с.;
- Дополнительный курс железных дорог : Лекции, чит. орд. проф. Я. Н. Гордеенко / Изд. инж. гр. О’Рурк (под ред. проф.). Ч. 1-; Ин-т инж. пут. сообщ. имп. Александра I. — Санкт-Петербург, 1896. — 27.
- Дополнительный курс железных дорог : Лекции, чит. орд. проф. Я. Н. Гордеенко / Изд. инж. гр. О’Рурк (под ред. проф.). Ч. 1-; Ин-т инж. пут. сообщ. имп. Александра I. — Санкт-Петербург, 1896. — 27. — 1896/7. — 96 с., 1 л. фронт. (ил.) : черт.
- Дополнительный курс железных дорог : Лекции, чит. орд. проф. Я. Н. Гордеенко / Изд. инж. гр. О’Рурк (под ред. проф.). Ч. 1-; Ин-т инж. пут. сообщ. имп. Александра I. — Санкт-Петербург, 1896. — 27. — 1896/7. — [8], 97-224 с., 1 л. фронт. (ил.), 1 л. черт. : черт.
- Памятка сцепщика вагонов и составителя поездов [Текст] / А. Н. О’Рурк, П. Я. Гордеенко. — 3-е изд. — Москва ; Ленинград : Гострансиздат, 1932 (М. : тип. «Пролет. слово»). — Обл., 127 с., 1 с. объявл. : ил.; 17х13 см. — (Популярная транспортно-техническая библиотека).
- Памятка сцепщика вагонов и составителя поездов : С 23 рис. в тексте и 77 [в] приложениях / Составили инж. П. Я. Гордеенко и проф. А. Н. О’Рурк … — Москва : Транспечать НКПС, 1929 (5-я тип. Транспечати НКПС «Пролетарское слово»). — 118, XXIV, [1] с. : крас. ил.; 18х13 см. — (Популярная транспортно-техническая библиотека).